# بيل كولينز
بيل كولينز (بالإنجليزية: Bill Collins)‏ (و. 1943  م) هو لاعب هوكي الجليد كندي، ولد في أوتا، مركز لعبه هو وسط ‏.

## روابط خارجية
- بيل كولينز على موقع دوري الهوكي الوطني (الإنجليزية)
- بيل كولينز على موقع قاعة مشاهير الهوكي (لاعب أن.إتش.أل) (الإنجليزية)
- بيل كولينز على موقع EliteProspects.com (الإنجليزية)
- بيل كولينز على موقع HockeyDB.com (الإنجليزية)
- بيل كولينز على موقع Hockey-Reference.com (الإنجليزية)